# Brownie (folklore)
Pour les articles homonymes, voir Brownie (homonymie).

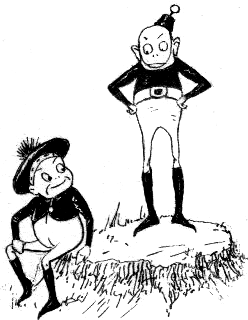
Brownies

Un brownie (scots : broonie ou brunie; gaélique écossais : brùnaidh, parfois confondu avec le gruagach) est un personnage du folklore écossais. Génie domestique sympathique et travailleur, il effectue les tâches ménagères de la famille chez qui il s'est installé en échange d'un repas ou de la liberté de se balancer sur un fer à cheval accroché à côté de la cheminée. Il apporte également la bonne fortune. Bien que souvent associé au gruagach de la mythologie gaelle, le broonie est plus tardif et fait son apparition dans la littérature scots vers le XVe siècle, avant d'être anglicisé en brownie et gaélicisé en brùnaidh,.

## Description
Édouard Brasey décrit les brownies comme des singes hauts de quatre-vingt-dix centimètres, dépourvus de nez, couverts de poils et dotés de grands yeux bleus. Il précise que ces créatures s'occupent également des enfants de la maison et que, pour distraire leurs maîtres, ils vont jusqu'à jouer au whist ou aux échecs avec ces derniers. Ce personnage s'attache à une maison particulière et multiplient les services rendus à leurs habitants . 
Les brownies sont facilement bannis du foyer si les habitants lui offrent des vivres ou des vêtements. Un Brownie des Highlands bat le grain pour des fermiers jusqu'au jour où, croyant ainsi le remercier, ces derniers lui offrent un bonnet et une robe. Il s'enfuit avec, ajoutant qu'ils sont bien bêtes de lui avoir donné avant qu'il n'achève sa tâche,.
Ils ont été popularisés par l'auteur et illustrateur canadien Palmer Cox, particulièrement connu pour ses recueils de vers humoristiques et ses comic strips à propos des brownies malicieux. Ses dessins furent publiés en plusieurs livres, comme The Brownies, Their Book (1897). À la suite de la popularité des brownies de Cox, l'un des premiers appareils photo populaires de Kodak fut l’Eastman Kodak Brownie Camera. L'idée du personnage de la littérature enfantine Neznaïka (appelé aussi Ignoramus) créé par l'écrivain soviétique Nikolay Nosov est inspiré par les livres de Palmer Cox.
Dans la saga Harry Potter de J.K. Rowling, une race de petites créatures qui est appelée « elfes de maison » est très semblable aux descriptions de Brasey sur les brownies. Ce sont des êtres d'environ 90 centimètres qui jouent le rôle de domestiques et de compagnons de jeu pour les enfants de riches familles sorcières (le plus célèbre d'entre eux est celui de la famille Malefoy qui deviendra à la fin du tome 2 un « elfe libre » : Dobby). Généralement une fois « achetés » (ou nés dans la maison, de parents elfes déjà esclaves de la famille), les elfes de maison appartiennent à leur maître jusqu'à leur mort ou à leur libération par le don d'un vêtement par leur maître (les elfes de maison sont « traditionnellement » vêtus d'une vieille taie d'oreiller), ils semblent être simplement des esclaves et non apporter la fortune. Cependant au contraire de la description de Brasey, les créatures de J. K. Rowling ont « un long nez fin et des oreilles semblables à celles d'une chauve-souris ».